# Várzea de Letras
O Várzea de Letras é um suplemento literário que é publicado mensalmente pelo Departamento de Língua Portuguesa da Faculdade de Ciências da Educação da Universidade Nacional Timor Lorosa'e e é distribuído em Timor-Leste junto com o jornal Semanário.
Foi originalmente fundado para ser um jornal de parede feito pelos alunos por Sóstenes do Rego, linguista moçambicano que estava nessa época lecionando na UNTL ao serviço do Instituto Camões. Depois, com apoio do então responsável pelo Centro de Língua Portuguesa do Instituto Camões em Díli, Fernando Chambel, e dinamizado por Flávia Ba, que viria a suceder-lhe na direção desse Centro, o jornal passou a contar com uma edição em papel.
Tem contado com a colaboração de autores como Seno Gumira Ajidarma, Benjamim de Araújo e Côrte-Real, João Paulo T. Esperança, e Abé Barreto, entre outros.